# Émile Paladilhe
Émile Paladilhe, né le 3 juin 1844 à Montpellier et mort le 6 janvier 1926 à Paris 2e, est un compositeur français.

## Biographie
Initié très jeune à la musique par son père, Émile Paladilhe apprend l’orgue sous la direction de l’organiste de la cathédrale de Montpellier. Son talent précoce le mène à Paris à l’âge de neuf ans. Il y poursuit ses études d’orgue avec François Benoist, de piano avec Antoine-François Marmontel et de composition avec Jacques-Fromental Halévy au Conservatoire de Paris et se lie d’amitié avec Georges Bizet. Pianiste virtuose et compositeur talentueux, il devient en 1860 le plus jeune 1er Grand prix de Rome de toute l’histoire de ce prix. Il est alors seulement âgé de 16 ans.
De retour d’un séjour de trois ans à la Villa Médicis, il compose pour la scène lyrique et connaît de grands succès. Son plus grand succès lyrique sera son opéra Patrie, créé en 1886 à l'Opéra de Paris. Cet opéra sera un des plus célèbres de l’époque. Il compose aussi trois messes et un oratorio, Les Saintes Maries de la Mer, des cantates et des motets, une symphonie, des pièces pour piano et une centaine de mélodies, dont certaines sont encore chantées aujourd’hui. 

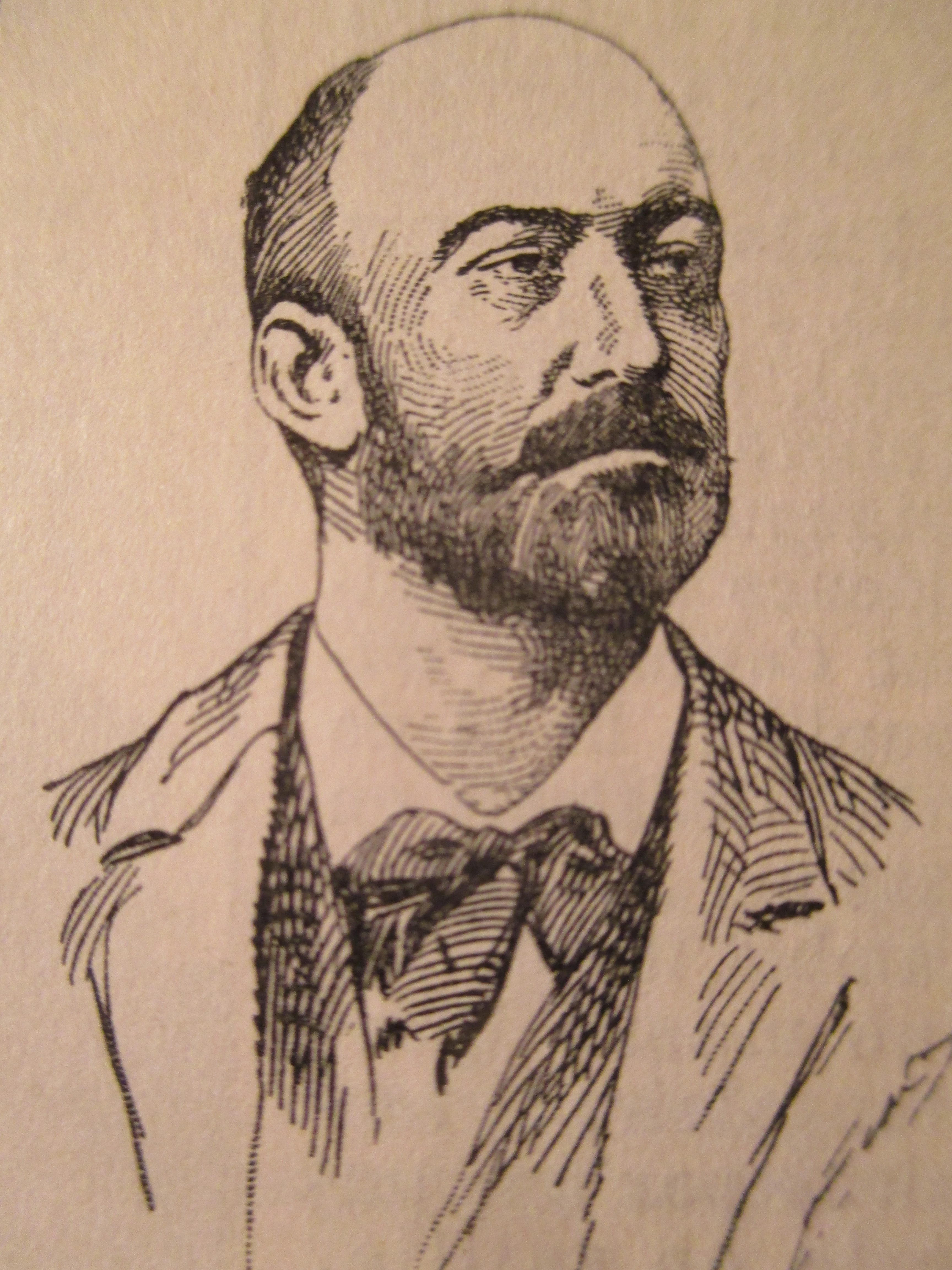
Gravure extraite du Larousse illustré (1900).

Émile Palaldilhe faisait partie des jurys qui ont refusé par cinq fois d'attribuer à Maurice Ravel le Prix de Rome.
Il épouse à Paris 2e le 16 avril 1887 Georgina Lefebvre Desvallières (1867-1936), petite fille de l’académicien Ernest Legouvé et sœur du peintre Georges Desvallieres, avec qui il aura deux enfants (Marie-Jeanne en 1888, et Jean en 1890). Il est le grand-père de Dominique Paladilhe.
Il est élu membre de l'Académie des beaux-arts en 1892, où il succède à Ernest Guiraud.

## Œuvres

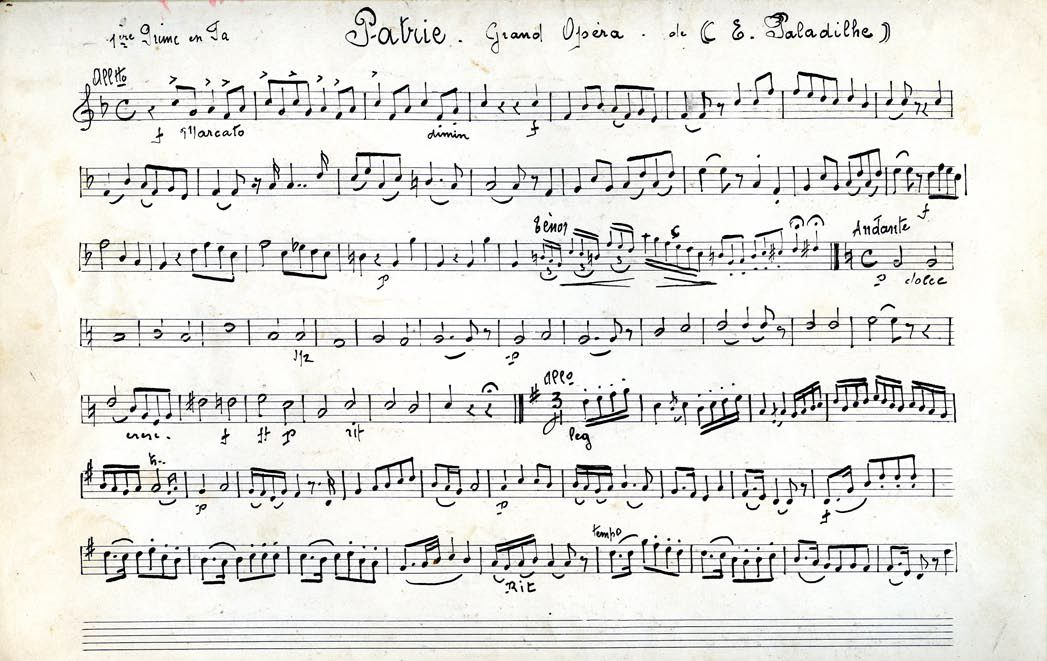
Première page de la transcription pour cobla (tible en fa) de Patrie (coll. Musée des instruments de Céret)

Opéras
- La Fiancée d'Abydos, 1864-66,
- Le Passant[5], opéra-comique en un acte (F. Coppée), 1872 ;
- L'Amour Africain, opéra-comique en deux actes (E. Legouvé), 1875 ;
- Suzanne, opéra-comique en trois actes (de Lockroy & Cormon), 1878 ;
- Diana, opéra-comique en trois actes (Regnier & Normand), 1885 ;
- Patrie ![6], drame lyrique en cinq actes (Sardou & Gallet), 1886 ;
- Vanina, opéra en quatre actes (Legouvé & Gallet), composé entre 1887 et 1890 (non représenté) ;
- Dalila, opéra en trois actes (Feuillet & Gallet), composé en 1895-1896 (non représenté).

Œuvres sacrées
- 1re Messe solennelle, pour 4 voix et double chœur, 1857 ;
- 2e Messe solennelle à St-François d’Assise, avec orchestre, 1861 ;
- Les Saintes Maries de la Mer, légende de Provence en quatre parties (Gallet), 1892 ;
- 3e Messe solennelle de Pentecôte, avec orchestre, 1898 ;
- Stabat Mater, 1903.

Autres compositions
- Mandolinata, sérénade pour voix et piano, 1869 (reprise dans Le Passant);
- Cantate Ivan IV, Prix de Rome en 1860 ;
- Symphonie, 1862-1863 ;
- Marche de fête pour orchestre, 1904.